# Aq Sunqur al-Ahmadili
Aq Sunqur al-Ahmadili († 25. Mai 1133) war ein türkischer Offizier der Seldschuken und als deren Vasall ein Herrscher von Maragha.
Al-Ahmadili war ein Freigelassener des Fürsten von Maragha, Ahmadil al-Kurdi, der 1114/15 einem Attentat der Assassinen zum Opfer fiel, worauf al-Ahmadili offenbar sofort die Herrschaft über die Stadt übernehmen konnte. Während der Revolte des Herrscherbruders Masud gegen Sultan Mahmud II. wurde Maragha 1120 von Aq Sunqur al-Bursuqi besetzt. Es wurde allerdings nach dem Ende der Revolte im Jahr darauf vom Sultan wieder an al-Ahmadili zurückerstattet.
Im Nachfolgekrieg, der auf den Tod Sultans Mahmuds II. 1131 folgte, ergriff al-Ahmadil die Partei des in Aserbaidschan regierenden Prinzen Dawud gegen dessen Onkel Tughril II., der allerdings schon die Anerkennung als rechtmäßiger Nachfolger von Kalif al-Mustarschid und von dem in Ostpersien herrschenden Familienseniors Sultan Sandschar hatte. Dawud wurde trotzdem von seinem Wesir zum Sultan ausgerufen und al-Ahmadili wurde zu dessen Atabeg ernannt. Ihr Heer wurde im Juli/August 1132 bei Hamadan von Tughril geschlagen, der in der Folge Aserbaidschan besetzen konnte. Darauf verbündeten sich Dawud und al-Ahmadili in Täbris mit Masud, dem die Einnahme des Irak gelang, woraufhin er die offizielle Anerkennung des Kalifen als Sultan erhielt. Im Jahr darauf konnte Masud Aserbaidschan für seinen Neffen Dawud zurückerobern und auch in Hamadan einziehen. Al-Ahmadili ergab sich nach einer kurzen Belagerung seiner Stadt und musste Masud als Sultan anerkennen, der ihn dafür in seinem Fürstentum beließ.
Wie schon einst sein Herr wurde Al-Ahmadili am 25. Mai 1133, als er bei einem Ort in der Nähe von Hamadan lagerte, in seinem Zelt von „Batiniten“ (Assassinen) ermordet. Die Tat wurde von Tughrils Wesir veranlasst, der selber ein Anhänger dieser schiitischen Sekte war, deren einstige Hauptburg Alamut etwa vierhundert Kilometer östlich von Maragha liegt. Die Nachkommen von al-Ahmadili herrschten weiter über Maragha, bis es im frühen 13. Jahrhundert von den Mongolen zerstört wurde.